# Condado de Olmsted
El condado de Olmsted (en inglés: Olmsted County) es uno de los 87 condados del estado estadounidense de Minnesota. La sede de condado es Rochester, al igual que su mayor ciudad. El condado posee un área de 1695 km² (de los que 4 km²; están cubiertos por agua), una población de 144.248 habitantes, y una densidad de población de 73 hab/km²; (según el censo nacional de 2010). El condado fue fundado en el año 1855. 